# Harutaeographa ferrosticta
Harutaeographa ferrosticta là một loài bướm đêm trong họ Noctuidae.